# 11003 Andronov
11003 Andronov este un asteroid din centura principală de asteroizi.

## Descriere
11003 Andronov este un asteroid din centura principală de asteroizi. A fost descoperit pe 14 octombrie 1979 la Observatorul de Astrofizică din Crimeea de Nikolai Cernîh. Asteroidul prezintă o orbită caracterizată de o semiaxă mare de 2,57 ua, o excentricitate de 0,27 și o înclinație de 3,7° în raport cu ecliptica.